# Fira del Llibre de Göteborg
La Fira del Llibre de Göteborg (en suec: oficialment Bok & Bibliotek, popularment Bokmässan) és la major fira dedicada als llibres d'Escandinàvia. Creada el 1985, se celebra tots els anys entre el mes d'agost i setembre al Centre d'Exposicions i Congressos de Suècia (Svenska Mässan) de Göteborg. Creada inicialment com una fira comercial per a professors i bibliotecaris, s'ha convertit en el major festival literari dels països escandinaus, la segona més gran d'Europa després de la Fira del Llibre de Frankfurt.

## Edicions
| Any  | Fata              | País/regió convidat                                  | Altres temes                                          | Visitants | Nota                                  |
| ---- | ----------------- | ---------------------------------------------------- | ----------------------------------------------------- | --------- | ------------------------------------- |
| 1985 | 23–25 d'agost     |                                                      | Fira de biblioteques                                  | 5000      | Arxivat 2013-10-21 a Wayback Machine. |
| 1986 | 21–24 d'agost     | Cultura nòrdica                                      |                                                       | 26000     | Arxivat 2013-10-21 a Wayback Machine. |
| 1987 | 20–23 d'agost     | Noruega                                              |                                                       |           |                                       |
| 1988 | 18–21 d'agost     | Finlàndia                                            |                                                       |           |                                       |
| 1989 | 7–10 de setembre  | Dinamarca                                            |                                                       |           |                                       |
| 1990 | 13–16 de setembre | Islàndia                                             |                                                       | 56.000    |                                       |
| 1991 | 26–29 de setembre | Països nòrdics, Alemanya                             | Literatura infantil, Bíblia, la novel·la detectivesca |           |                                       |
| 1992 | 10–13 de setembre |                                                      | Cultura sense fronteres                               |           |                                       |
| 1993 | 9–12 de setembre  | ONU: Any dels indígenes                              |                                                       |           |                                       |
| 1994 | 27–30 de setembre | Literatura nòrdica                                   |                                                       |           |                                       |
| 1995 | 26–29 d'octubre   |                                                      | La llibertat d'expressió i la llibertat de premsa     |           |                                       |
| 1996 | 24–27 d'octubre   |                                                      | Multiculturalisme                                     |           |                                       |
| 1997 | 30 okt.–2 nov.    | Literatura holandesa i flamenca                      | Educació popular                                      |           |                                       |
| 1998 | 22–25 d'octubre   |                                                      | Literatura infantil, patrimoni cultural               |           |                                       |
| 1999 | 16–19 de setembre | Literatura alemanya                                  | Noves formes de llibre                                |           |                                       |
| 2000 | 14–17 de setembre | Literatura nòrdica                                   | Läsrörelsen                                           | 105.000   |                                       |
| 2001 | 13–16 de setembre | Literatura nòrdica, Noruega                          | Any de l'Arquitectura                                 |           |                                       |
| 2002 | 19–22 de setembre | Finlàndia                                            | Journal02 (revista cultural)                          |           |                                       |
| 2003 | 25–28 de setembre | Polònia                                              | Divulgació científica                                 | 110.000   |                                       |
| 2004 | 23–26 de setembre | Literatura britànica                                 |                                                       | 108.500   |                                       |
| 2005 | 29 sep.–2 okt.    | Lituània                                             |                                                       | 107.000   | Arxivat 2015-09-24 a Wayback Machine. |
| 2006 | 21–24 de setembre |                                                      | Llibertat d'expressió                                 | 100.000   | Arxivat 2015-09-24 a Wayback Machine. |
| 2007 | 27–30 de setembre | Estònia                                              |                                                       | 108.468   | Arxivat 2013-10-20 a Wayback Machine. |
| 2008 | 25–28 de setembre | Letònia                                              |                                                       | 101.280   |                                       |
| 2009 | 24–27 de setembre | Espanya                                              |                                                       | 97.211    | Arxivat 2015-04-26 a Wayback Machine. |
| 2010 | 23–26 de setembre | Àfrica                                               |                                                       | 97.053    |                                       |
| 2011 | 22–25 de setembre | Alemanya, Àustria, Suïssa - països de parla alemanya |                                                       | 99.827    |                                       |
| 2012 | 27–30 de setembre | Literatura nòrdica                                   |                                                       | 99.136    |                                       |
| 2013 | 26–29 de setembre | Romania                                              |                                                       | 96.315    |                                       |
| 2014 | 25–28 de setembre | Brasil                                               | Escriptors catalans                                   |           |                                       |

Font: